# James Gunn (astronom)

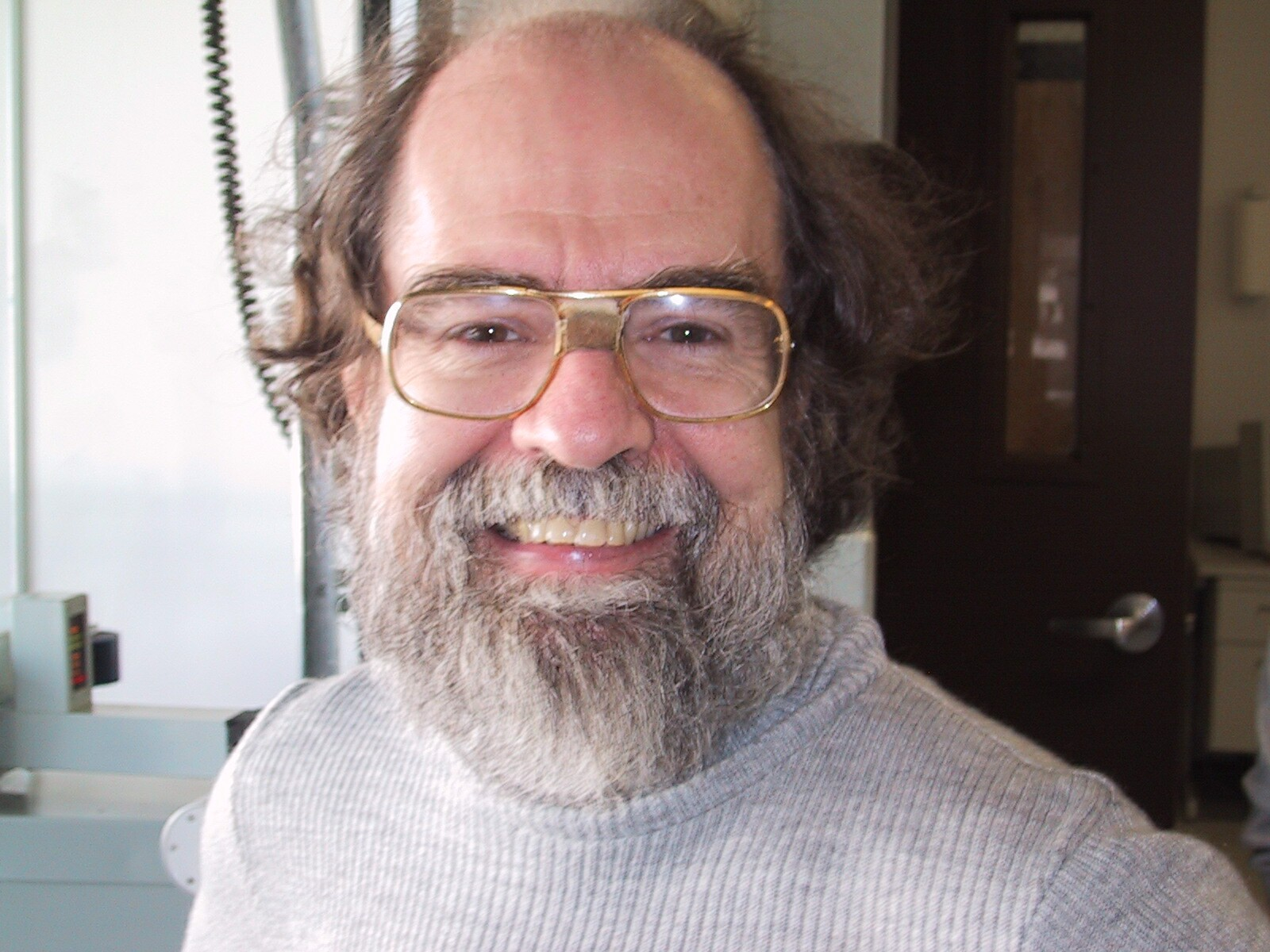
James Gunn (2000)

James Edward Gunn (ur. 21 października 1938) – amerykański astrofizyk.

## Życiorys
Studiował na Rice University, tam uzyskał stopień B.Sc z matematyki i fizyki. Stopień doktora astronomii uzyskał w 1965 roku na California Institute of Technology. Jego praca doktorska dotyczyła rozkładu galaktyk. W latach 1968–1970 pracował na Princeton University, potem na dziesięć lat wrócił do Caltech, aby od 1980 kontynuować badania w Princeton. Jego badania dotyczyły wielu obszarów astrofizyki teoretycznej oraz kosmologii i prowadziły do wyjaśnienia zjawisk zachodzących w kwazarach, pulsarach, promieniowania kosmicznego oraz pola magnetycznego wielu obiektów astronomicznych, zwłaszcza galaktyk.
W 1965 roku wraz z Bruce’em Petersonem postulował wystąpienie specyficznego efektu w widmach odległych kwazarów. Efekt ten został zaobserwowany w 2001 roku i nazwany efektem Gunna-Petersona. W 1970 roku zaobserwował kometę okresową, która została nazwana jego imieniem: 65P/Gunn.

## Wyróżnienia i nagrody
- Dannie Heineman Prize for Astrophysics (1988)
- Złoty Medal Królewskiego Towarzystwa Astronomicznego (1994)
- Petrie Prize Lecture (2001)
- Henry Norris Russell Lectureship (2005)
- Nagroda Crafoorda (2005)
- National Medal of Science (2009)
- Bruce Medal (2013)
- Nagroda Kioto w dziedzinie nauk podstawowych (2019)[1]

Jego imieniem nazwano:
- efekt Gunna-Petersona
- kometę 65P/Gunn
- planetoidę (18243) Gunn